# Pierre Nguyên Văn Viên

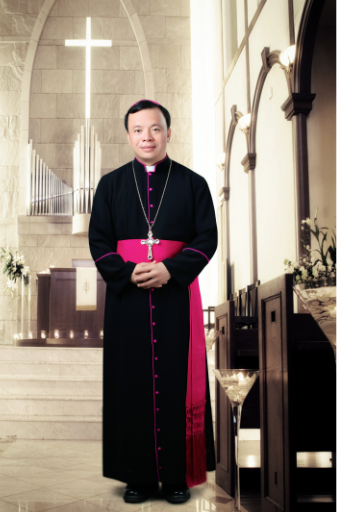
Pierre Nguyên Văn Viên, 2015

Pierre Nguyên Văn Viên (* 8. Januar 1965 in Huong Phuong) ist ein vietnamesischer Geistlicher und römisch-katholischer Weihbischof in Vinh.

## Leben
Pierre Nguyên Văn Viên empfing am 3. Oktober 1999 die Priesterweihe.
Papst Franziskus ernannte ihn am 15. Juni 2013 zum Titularbischof von Megalopolis in Proconsulari und Weihbischof in Vinh. Der Bischof von Vinh, Paul Nguyên Thai Hop, spendete ihm am 4. September desselben Jahres die Bischofsweihe; Mitkonsekratoren waren der Bischof von Bathurst, Michael Joseph McKenna, und der Bischof von Phát Diêm, Joseph Nguyen Nang.
Vom 29. August 2020 bis zum 14. Februar 2022 verwaltete er zudem das vakante Bistum Hưng Hóa als Apostolischer Administrator.